# يان ناينج أونغ
يان ناينج أونغ (بالبورمية: ရန်နိုင်အောင်)‏ هو لاعب كرة قدم ميانماري في مركز نصف الجناح، ولد في 25 ديسمبر 1993 في باغو في ميانمار. شارك مع منتخب ميانمار لكرة القدم. أما مع النوادي، فقد لعب مع نادي يانغون يونايتد.

## وصلات خارجية
- يان ناينج أونغ على موقع Soccerway.com (الإنجليزية)